# Телевизионен режисьор
Телевизионния режисьор е човек, който се занимава с режисура и ръководи дейностите, свързани с правенето на телевизионно предаване.
Подобно на театралните и филмови режисьори, телевизионните режисьори също ръководят творческия екип на продукцията; Но често продуцентът е отговорен за творческата страна. Най-важната задача на телевизионния режисьор е да ръководи участниците – независимо дали те са развлекатели или новинари, актьори или гости в токшоу. Режисьорът е отговорен и за местоположението на камерите, осветлението и звука и помощните средства.
В областта има специалности в зависимост от вида програма, с която се работи телевизионният режисьор. Например, има режисьори, които са специализирани в режисирането на програми на живо или спортни програми. Режисурата на спортни предавания се счита за едно от най-трудните предизвикателства за телевизионните режисьори. Това се дължи на бързия темп на събитията, множеството камери в излъчване и невъзможността да се планира предварително какво се случва на терена. Повечето спортни предавания се излъчват на живо без възможност за редактиране и коригиране на крайния резултат.